# 根岸短歌会
根岸短歌会（ねぎし たんか かい）は、正岡子規が主催した短歌結社。名前は子規庵の住所（東京下谷上根岸）に由来し、子規庵での歌会から始まり、後にアララギ派に発展する。

## 概要
当時の正岡子規は、闘病生活の傍ら新聞「日本」や俳誌「ホトトギス」、歌誌「心の花」などで活動、俳句や短歌の改革を唱え、俳句の近代化に成功した。そして1898年（明治31年）に「歌よみに与ふる書」を発表、万葉への回帰と写生による短歌を提唱して、写実的な短歌の実践を試みる。
根岸短歌会は1899年（明治32年）3月14日に子規庵で正岡子規、岡麓、香取秀真、山本鹿洲、木村芳雨、黒井怒堂の6名で開かれた歌会を源流とし、同郷の後輩である高浜虚子や河東碧梧桐らにより結成され、伊藤左千夫や長塚節らも参加した。
子規の没後、伊藤左千夫が根岸短歌会系歌人をまとめ、1903年（明治36年）に機関誌「馬酔木」（1908年終刊）が発行され、根岸短歌会参加者に加え島木赤彦や斎藤茂吉らも参加し、これが歌誌「阿羅々木」（後のアララギ）へと発展していくことになる。